# エリアス・ロングリー
エリアス・ロングリー（Elias Longley, 1823年8月29日 - 1899年1月12日）は、アメリカの表音綴字・速記研究者。

## 業績
アイザック・ピットマン（Isaac Pitman）の流れを汲む40種類のアルファベットから成る表音綴字体系を用いて、1848年から1853年にかけ、シンシナティで『Wɛcli Fɷnetic Advocat』(Weekly Phonetic Advocate)という新聞を発行した。また、この表音綴字体系の教則本として、『Furst Fɷnetic Rɛdur』(First Phonetic Reader)と『Secund Fɷnetic Rɛdur』(Second Phonetic Reader)を発表している。これに加え、40種類のアルファベットを応用した表音速記法を開発し、『American Manual of Phonography』として発表した。1881年以降はタイピング法の研究もおこない、1890年には、アルファベットの使用頻度を考慮した「Scientific Key-board」というキー配列も発表している。